# Ahmed Khairy
Ahmed Khairy (en árabe أحمد خيري; El Cairo, 1 de octubre de 1987) es un futbolista egipcio que juega como defensa en el Ismaily Sporting Club.

## Trayectoria
Ahmed Khairy, que actúa de defensa o de centrocampista defensivo, empezó su carrera futbolística en las categorías inferiores del Ismaily Sporting Club. En 2006 debuta con la primera plantilla del club.

## Selección nacional
Ha sido internacional con la Selección de fútbol de Egipto en 3 ocasiones. Su debut con la camiseta nacional se produjo el 23 de enero de 2009 en el partido amistoso Egipto 1-0 Kenia.
Fue convocado para la Copa FIFA Confederaciones 2009. Fue el miembro más joven en la concentración de Egipto, aunque no llegó a debutar en el torneo.

## Clubes
| Club                  | País   | Año   |
| --------------------- | ------ | ----- |
| Ismaily Sporting Club | Egipto | 2006- |

## Palmarés
No ha ganado ningún título.